# ساما (فیلم ۲۰۱۷)
ساما (zama) فیلمی آرژانتینی محصول سال ۲۰۱۷ به کارگردانی لوکرسیا مارتل است. فیلم بر اساس رمانی با همین نام نوشتهٔ آنتونیو دی بِنِدِتو ساخته شده‌است. اولین بار در هفتاد و چهارمین جشنواره فیلم ونیز نمایش داده شد. همچنین در بخش مسترز جشنواره بین‌المللی فیلم تورنتو اکران شد. این فیلم به عنوان انتخاب آرژانتین برای ورود به بخش بهترین فیلم خارجی زبان در نودمین دوره جوایز اسکار انتخاب شده‌است.

## خلاصه داستان
در اواخر قرن هجدهم، دون دیه‌گو دِ زاما قاضی‌ای است که در یکی از مناطق دورافتاده آرژانتین خدمت می‌کند. خانواده‌اش در شهری دیگر ساکن‌اند و او بی‌صبرانه منتظر است تا به پست دلخواهش در لرما منتقل شود؛ انتقالی که تصور می‌کند به‌زودی انجام خواهد شد.
در این شهر دورافتاده، افسانه‌هایی درباره مردی مرموز به نام ویکونیا پورتو شنیده می‌شود؛ فردی که آزادانه دست به سرقت و تجاوز می‌زند و هرکس ادعا می‌کند با او روبه‌رو شده و شکستش داده است. با اینکه زاما علاقه‌ای به این شایعات ندارد، وقت خود را صرف جلب توجه یک زن اشراف‌زاده ثروتمند و متأهل به نام لوسیانا پینیارس د لوئن‌گا می‌کند، اما او پیوسته زاما را پس می‌زند.
در محل کار، زاما با یکی از معاونان قضایی به نام ونتورا پریتو دچار اختلاف می‌شود؛ پریتو به برده‌داری بومیان اعتراض دارد و این اختلاف زمانی شدیدتر می‌شود که زاما درمی‌یابد او نزد لوسیانا موفق‌تر از خودش بوده است. پس از درگیری فیزیکی میان آن دو، فرماندار تصمیم می‌گیرد پریتو را به لرما تبعید کند.
زاما خیلی زود با واقعیت تلخی مواجه می‌شود: فرمانداری که وعده انتقالش را داده بود، به دستور پادشاه اسپانیا خودش جابه‌جا شده و جای او را فرد دیگری گرفته است. زاما که عمیقاً سرخورده شده، خیلی زود با فرماندار جدید دچار مشکل می‌شود؛ وقتی فرماندار متوجه می‌شود یکی از کارکنان که زاما از او حمایت می‌کند، هنگام کار مشغول نوشتن کتاب است، از زاما می‌خواهد آن را بخواند و گزارشی تهیه کند. زاما با بی‌میلی گزارش سخت‌گیرانه‌ای می‌نویسد و فرماندار هم تنها یک نامه اولیه توصیه می‌نویسد، اما توضیح می‌دهد که پادشاه نامه نخست را نادیده می‌گیرد و نامه دوم هم دست‌کم یک یا دو سال دیگر به دست او خواهد رسید.
زاما که دیگر همه چیز را باخته، ریش می‌گذارد و به گروهی می‌پیوندد که قصد دارند ویکونیا پورتو را پیدا کرده و بکشند. اما نیمه‌شب وقتی از خواب بیدار می‌شود، متوجه دزدیده شدن اسب‌ها می‌شود و در مکالمه‌ای با یکی از افراد گروه، متوجه می‌شود خود او همان پورتو است.
در ادامه، افراد گروه توسط قبیله‌ای بومی اسیر شده و سپس آزاد می‌شوند. اما زمانی که به خانه نزدیک می‌شوند، کاپیتان گروه اعلام می‌کند نمی‌توانند بدون دستگیری پورتو بازگردند. زاما در نهایت هویت واقعی پورتو را فاش می‌کند، اما وفاداری بقیه افراد گروه به پورتو باعث می‌شود زاما و کاپیتان را دستگیر کنند. آن‌ها کاپیتان را می‌کشند ولی زاما را زنده نگه می‌دارند، چون فکر می‌کنند او از محل گنجی پنهان خبر دارد؛ گنجی که در واقع چند سنگ بی‌ارزش بوده و در کتاب ونتورا اشاره‌ای به آن شده بود. وقتی زاما حقیقت را می‌گوید، آن‌ها دستانش را قطع می‌کنند.
در پایان، زاما زنده می‌ماند اما آینده‌اش نامعلوم است. او بدون دست روی یک قایق بیدار می‌شود؛ توسط یک مرد بومی و فرزندش نجات داده شده، اما سرنوشتش در هاله‌ای از ابهام باقی می‌ماند.

## بازیگران
- دنیل خیمنس کاچو در نقش دون دیگو دو ساما
- لولا دوئنیاس در نقش لوچانا پینارس دو لوئنگا
- ماتئوس ناخترخله در نقش ویک ونیا پورتو
- خوان مینوخین در نقش ونتورا پریتو